# Guttapalya, Chintamani
Guttapalya là một làng thuộc tehsil Chintamani, huyện Kolar, bang Karnataka, Ấn Độ.